# Havre-Aubert
Pour les articles homonymes, voir Havre et Aubert.
Havre-Aubert est une localité située sur l'île du Havre Aubert, dans l'archipel des îles de la Madeleine, dans la province de Québec, au Canada.

## Toponymie
Marie-Victorin écrivait le nom Havre-au-Ber (1920);

## Géographie
On y retrouve deux principaux secteurs : Portage-du-Cap (à l'ouest, vers Bassin), et le Havre-Aubert à proprement parler (à l'est). Ce dernier comprend la pointe de La Grave et la plage du Sandy Hook.

### La Grave
La Grave est une mince bande de terre s'avançant dans la mer, refermant le havre naturel où sont le port et la marina avec la dune du Sandy Hook. On y trouve, restaurants, cafés, bars, boutique et ateliers. Le musée de la Mer domine sur la bute avec une vue exceptionnel sur la Grave. L'isthme de La Grave, en forme d'hameçon, a été classé site historique en 1983.

### Bout du banc
Le « Bout du banc » est le crochet de l'hameçon situé à l'extrémité de la dune du Havre-Aubert. Cette dune compte parmi les plus belles plages de l'archipel. Surmontée en bonne partie de buttereaux, elle se termine par une pointe de sable, le Bout du Banc (que l'on appelle Sandy Hook en anglais). Cette pointe est un refuge pour les oiseaux; elle se prolonge sous l'eau vers l'île d'Entrée. On voit les vagues venir de deux directions opposées se fondre au bout de la pointe de sable.

## Tourisme

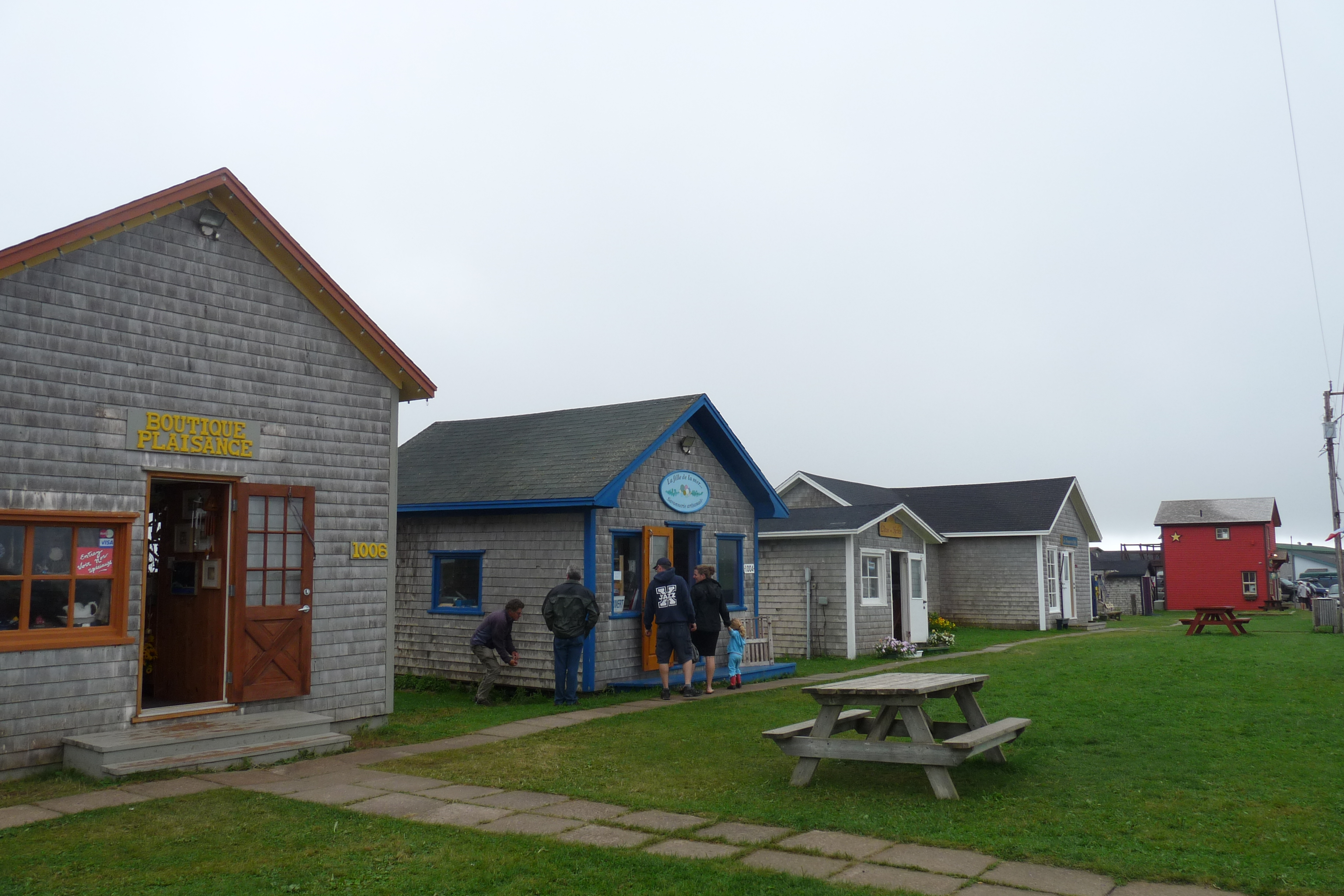
Site historique de La Grave.

Havre-Aubert fait partie de l'Association des plus beaux villages du Québec.
- Le Concours des châteaux de sable des îles de la Madeleine se tient à Havre-Aubert
- Le site historique de La Grave est classé site historique par le ministère des Affaires culturelles du Québec depuis 1983[3].
- Le musée de la Mer présente l'histoire maritime de l'archipel des îles de la Madeleine : les habitants, la pêche et la navigation, les naufrages. On y trouve par exemple une maquette du Phare du Rocher-aux-Oiseaux sur son site[4].

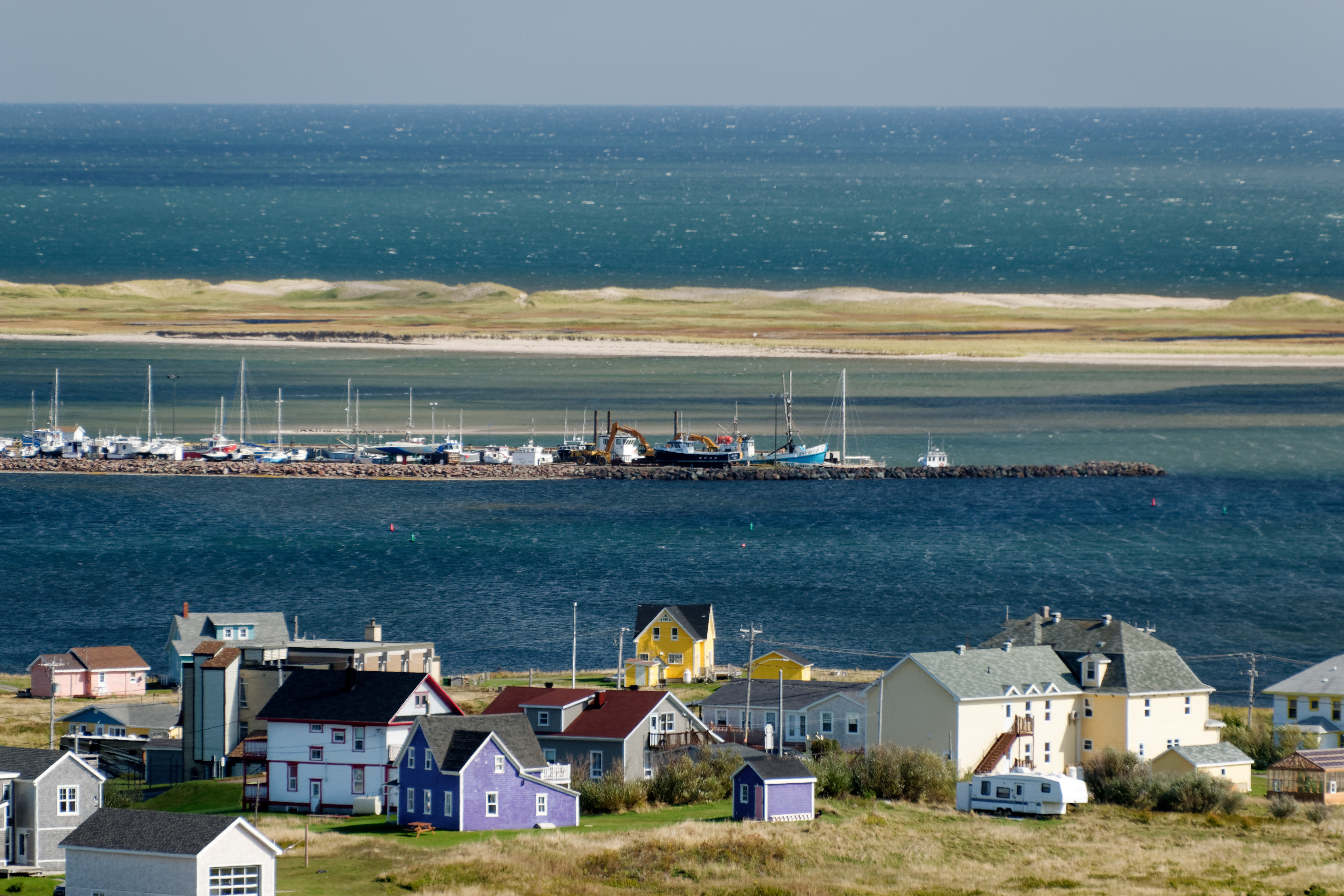
Maisons, port et dune
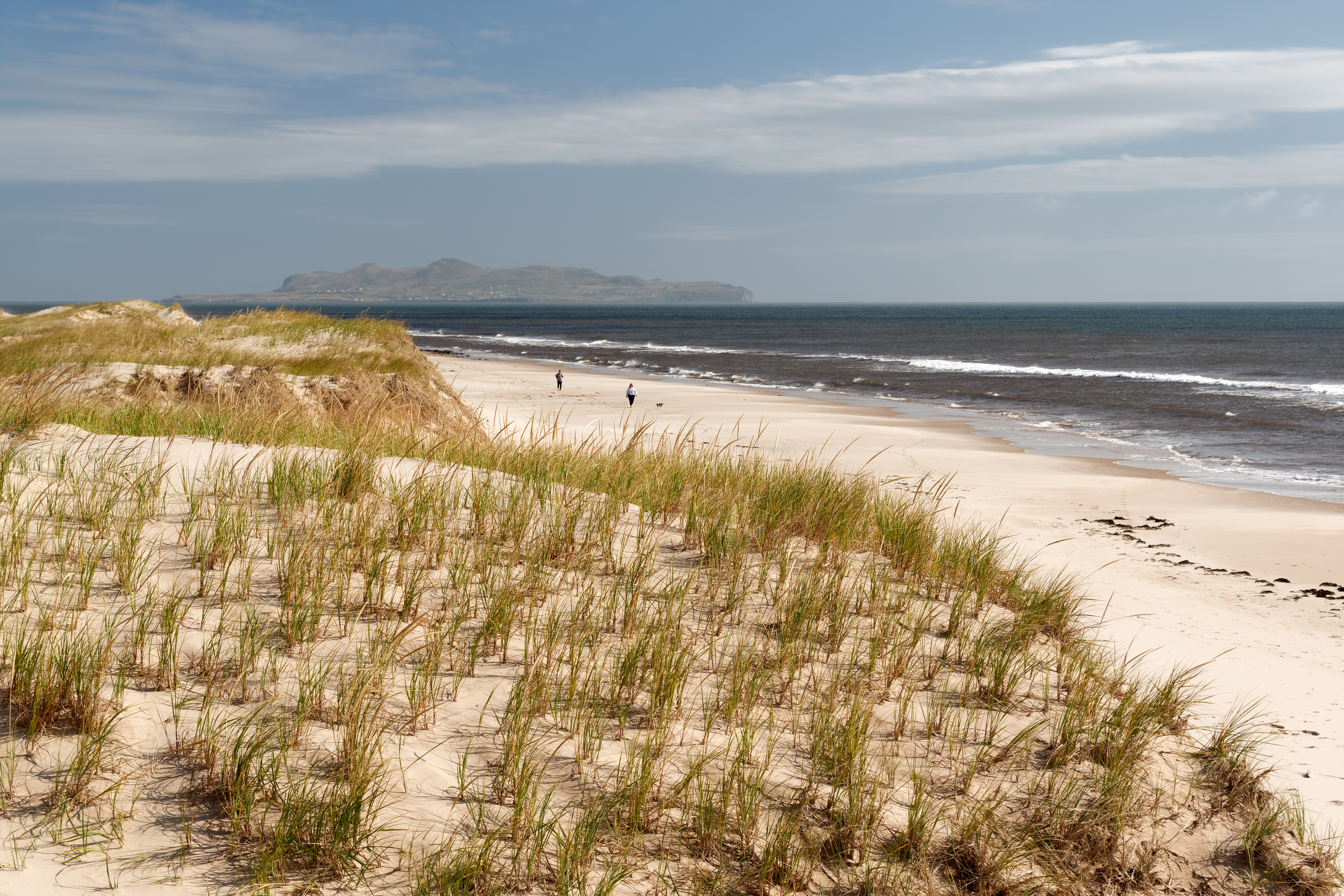
Dune de Havre-Aubert
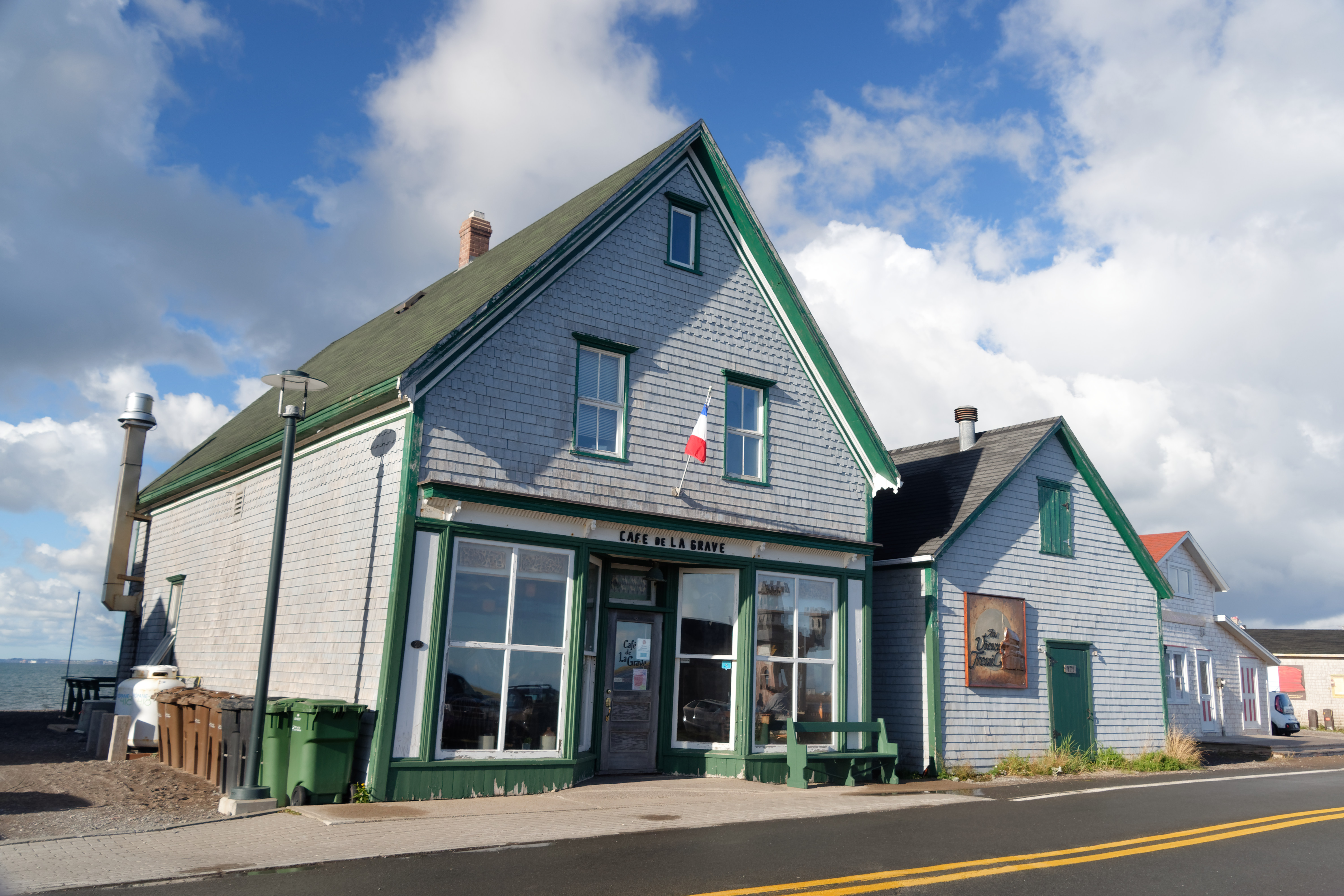
Commerces du site historique
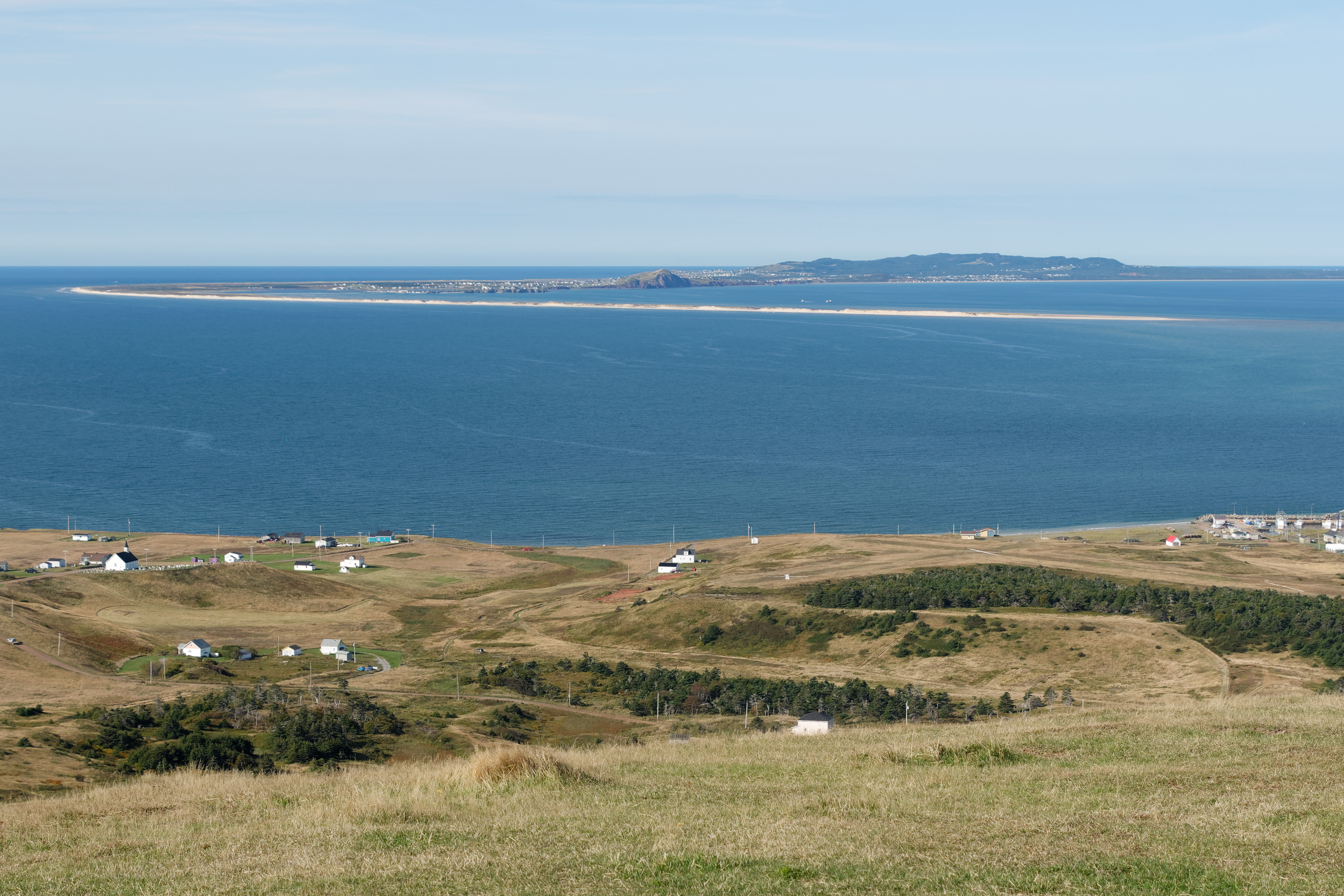
Havre-Aubert et le Bout du banc (Sandy Hook) vus de l'Île-d'Entrée
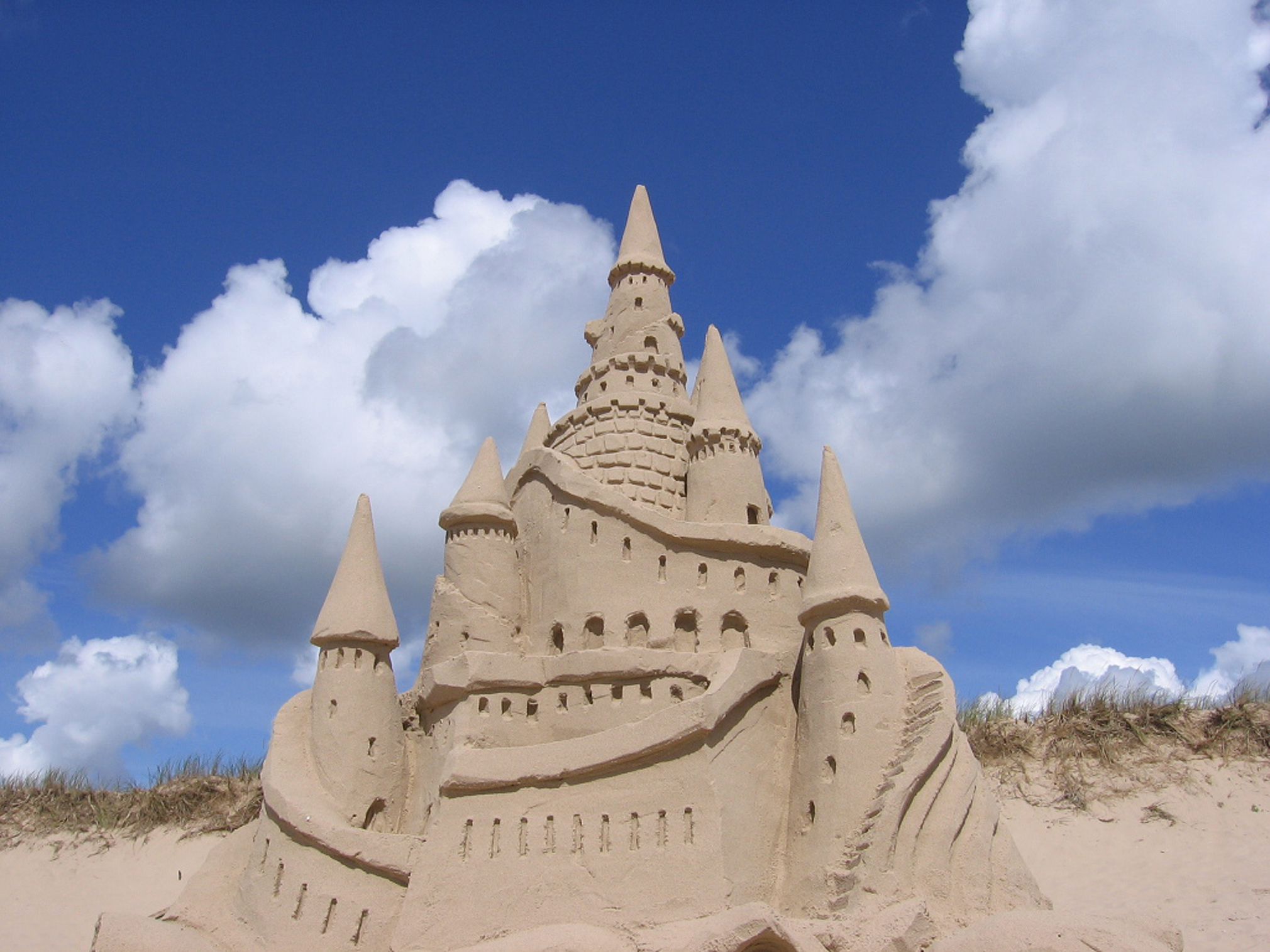
Concours de châteaux de sable